# Kauslunde
Kauslunde er en lille stationsby på Fyn med 504 indbyggere  (2024). Kauslunde er beliggende mellem Den fynske hovedbane og Fynske Motorvej seks kilometer øst for Middelfart, 15 kilometer øst for Fredericia og 29 kilometer vest for Odense. Byen tilhører Middelfart Kommune og er beliggende i Region Syddanmark.
Den hører til Kauslunde Sogn, og Kauslunde Kirke samt Kauslunde Station ligger i byen.
Kauslunde by har egen hjemmeside www.kauslundeby.dk hvor der informeres om nyheder fra byens foreninger, samt hvilke aktiviteter som der sker i Kauslunde.